# Fliehburg
Als Fliehburg (auch Fluchtburg, Volksburg, Bauernburg oder Vryburg) wird eine burgähnliche, meist von Wällen umgebene Verteidigungsanlage bezeichnet, die nicht dauerhaft bewohnt wurde, sondern einer lokal ansässigen Bevölkerung als zeitweiliger Rückzugsort bei Kriegsgefahr diente. Ihrer Bauweise nach handelt es sich meist um Wallburgen.
In vergangenen Jahrhunderten wurden derartige Anlagen oft mit historisch falschen, legendenhaften Namen bezeichnet, wie Hünenburgen, deren Entstehung Hünen zugeschrieben wurde, oder als Heidenburgen, da man Heiden als Erbauer vermutete, oder Hunnenburgen, im Zusammenhang mit dem Hunnensturm.

## Geschichte

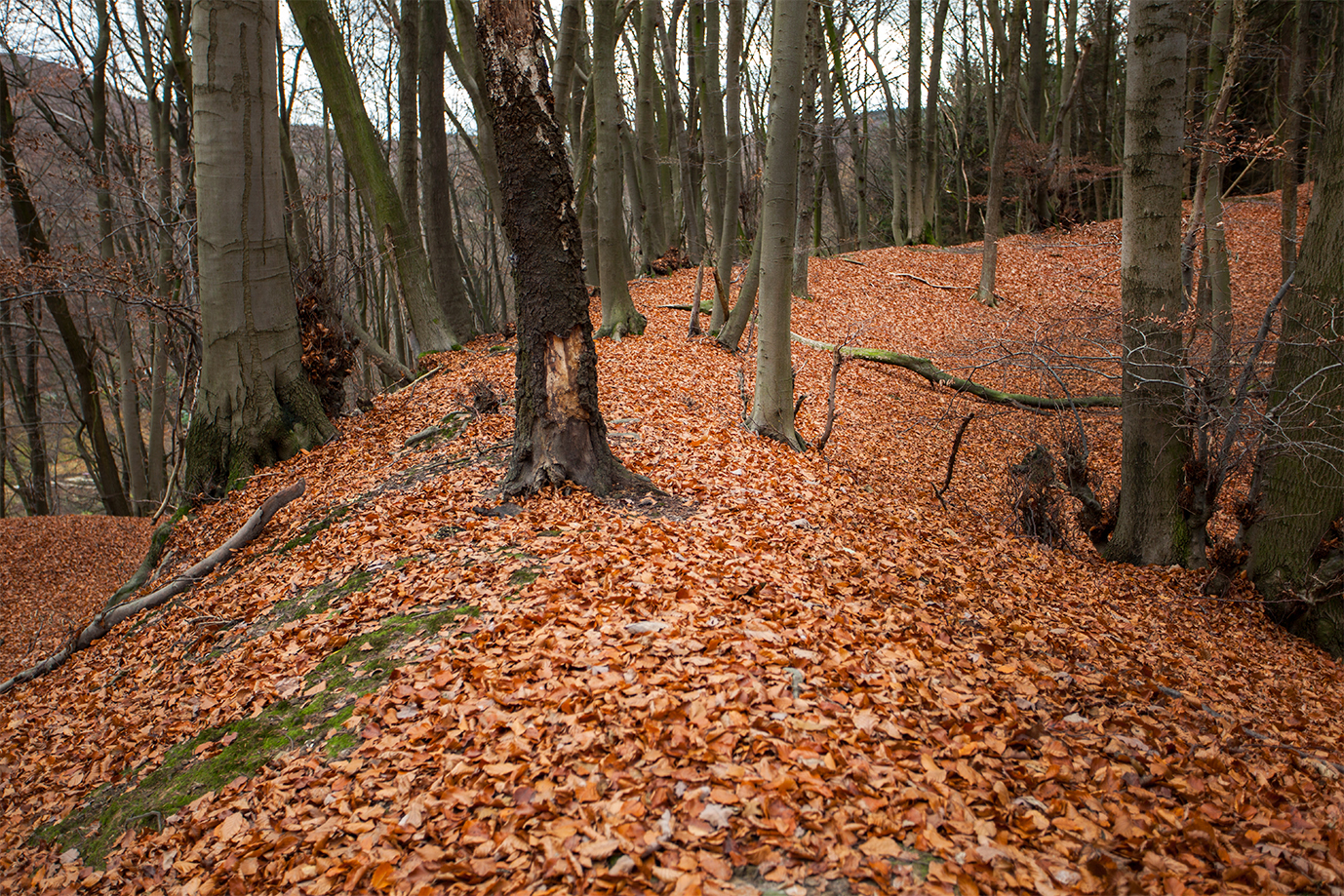
Babilonie im Wiehengebirge, Wall der vorrömischen Eisenzeit

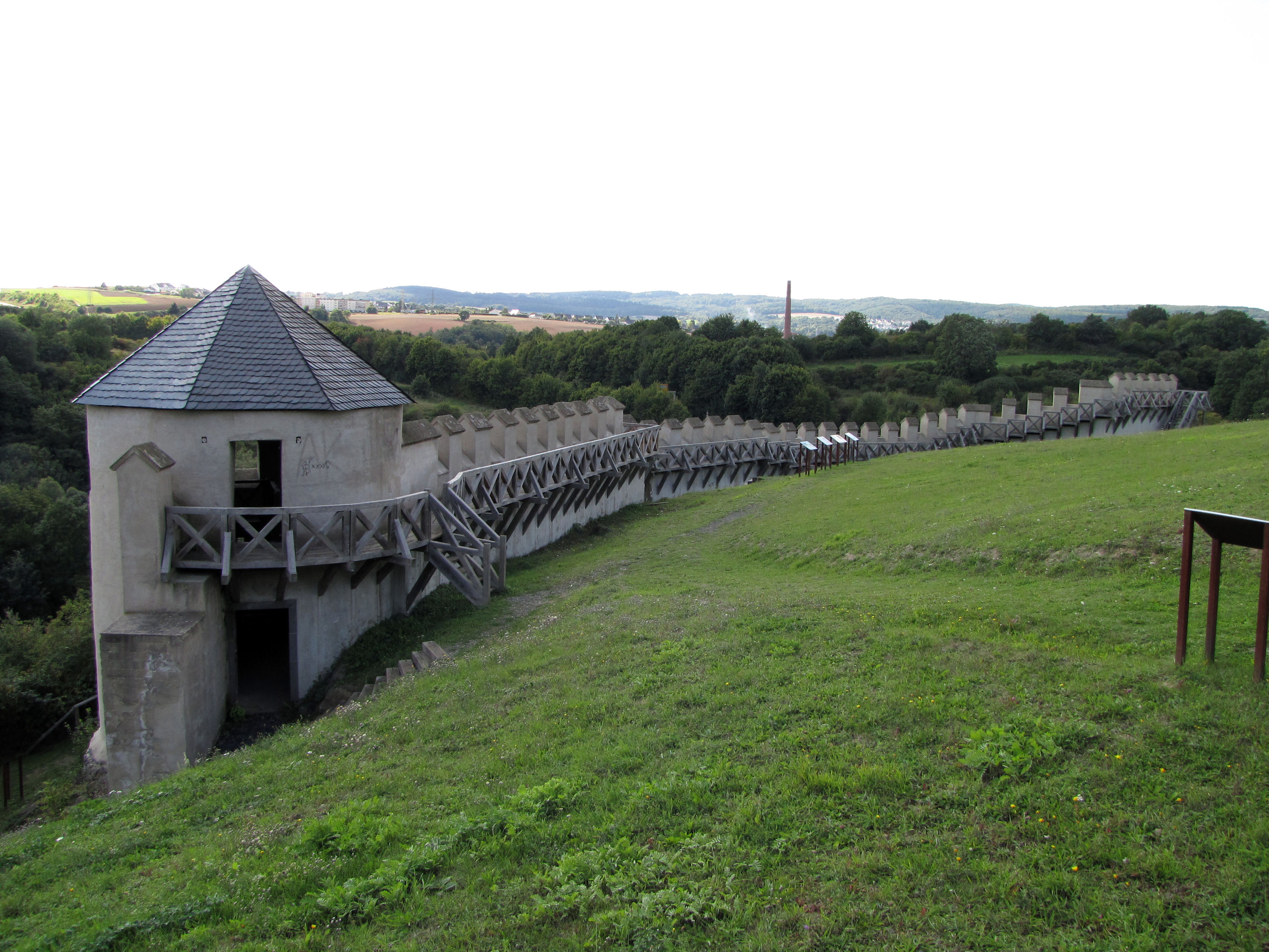
Rekonstruierte spätrömische Fliehburg Katzenberg bei Mayen

In Europa sind durch archäologische Grabungen eine Vielzahl von großräumigen Wallanlagen (meist mehr als 100 m Durchmesser) der frühgeschichtlichen Zeit nachgewiesen, die als Fliehburgen vor allem aus der Hallstattzeit (ab etwa 800 v. Chr.), insbesondere der Latènezeit (450 v. Chr. bis zur Zeit um Christi Geburt), interpretiert werden.
Über die antike Geschichtsschreibung sind unter anderem die von Gaius Iulius Caesar als oppidum bezeichneten Fliehburgen der Gallier und anderer Kelten bekannt, die jedoch auch dauerhafte Siedlungen sein konnten; bei den keltischen Oppida handelt es sich oft um größere, stadtartig angelegte und befestigte Siedlungen der Latènezeit (späten Eisenzeit). Ähnliche Ringwallanlagen (Wallburgen) bauten auch die verschiedenen germanischen und slawischen Völkerschaften, letztere noch bis weit in die Zeit des Mittelalters hinein, entweder als Flucht- oder auch als dauerhafte Siedlungsorte. Als Baumaterial wurde vor allem Erde, aber auch Holz und Stein in verschiedenen Konstruktionsweisen verwendet.
Die von den Römern selbst errichteten Fliehburgen aus der Zeit um 300 n. Chr., als zunehmend germanische Stämme über den Limes ins Römische Reich eindrangen, entsprachen der hochentwickelten römischen Militärarchitektur.
Der Übergang von Fliehburgen zu dauerhaft bewohnten Plätzen ist oft fließend gewesen bzw. in wechselnden Phasen verlaufen, je nach Bedrohungslage. Ausschlaggebend waren auch die Wasserversorgung, die Nähe oder Ferne zu fruchtbaren Ebenen oder Handelswegen, die Höhenlage mit Rundblick oder Bewaldung, zur Verteidigung oder als Versteck in kriegerischen Zeiten oder auch als Rückzugsort für Talbewohner bei Überschwemmungen. Die Bandbreite reicht von simplen Ringwällen mit Palisaden, in denen Menschen und Vieh sich kurzzeitig in Sicherheit bringen konnten, bis zu längerfristig bewohnten Hüttendörfern innerhalb der Wälle. Die völkerwanderungszeitlichen Höhensiedlungen vor allem des 4. und 5. Jahrhunderts n. Chr. nahmen teilweise sogar stadtartigen Charakter an. In Italien sind solche Höhensiedlungen oft bis heute bewohnt, im Oströmischen Reich werden sie Kastrone genannt.
Fliehburgen wurden während der Völkerwanderung von den vordringenden Germanenstämmen ebenso angelegt wie von den sich vor ihnen schützenden römischen Bürgern, darunter auch der romanisierten germanischen Bevölkerung im Römischen Reich. So finden sich um Ardennen und Eifel römische Fliehburgen, in Südwestdeutschland solche der Alamannen, in Mitteldeutschland der Thüringer, im Alpenraum der romanisierten Kelten, in Italien und im Balkangebiet der dortigen römischen Bevölkerung. Diese Anlagen wurden nach Ende des Weströmischen Reiches teilweise von den eingedrungenen Goten und Langobarden weitergenutzt.
Im 8. Jahrhundert führten die Auseinandersetzungen zwischen Franken und Sachsen (die Sachsenkriege Karls des Großen) zur Anlage von Fliehburgen, oft auf Höhenrücken, die schon in vorchristlicher Zeit besiedelt gewesen waren. Am Fuß von Bergen mit Sachsenwällen, wie Syburg oder Eresburg, wurden dann oft fränkische Königshöfe angelegt. Bald danach fielen die Normannen in ganz Europa ein (9./10. Jahrhundert), gleichzeitig die Sarazenen im Mittelmeerraum (ab etwa 700 n. Chr.) und zwischen 899 und 955 folgten die Ungarneinfälle, ebenfalls in ganz Europa, und wiederum wurden Fliehburgen errichtet oder alte Flucht- und Siedlungsplätze auf Anhöhen erneut befestigt. Die Ungarnwälle entstanden jedoch, anders als frühere Fluchtburgen, nicht spontan, sondern vielmehr zentral geplant aufgrund der Burgenordnung, die König Heinrich I. auf dem Hoftag zu Worms (926) erließ. Neben dem Ausbau älterer Wallanlagen wurden auch bisher schutzlose Städte und Märkte mit Mauern befestigt.

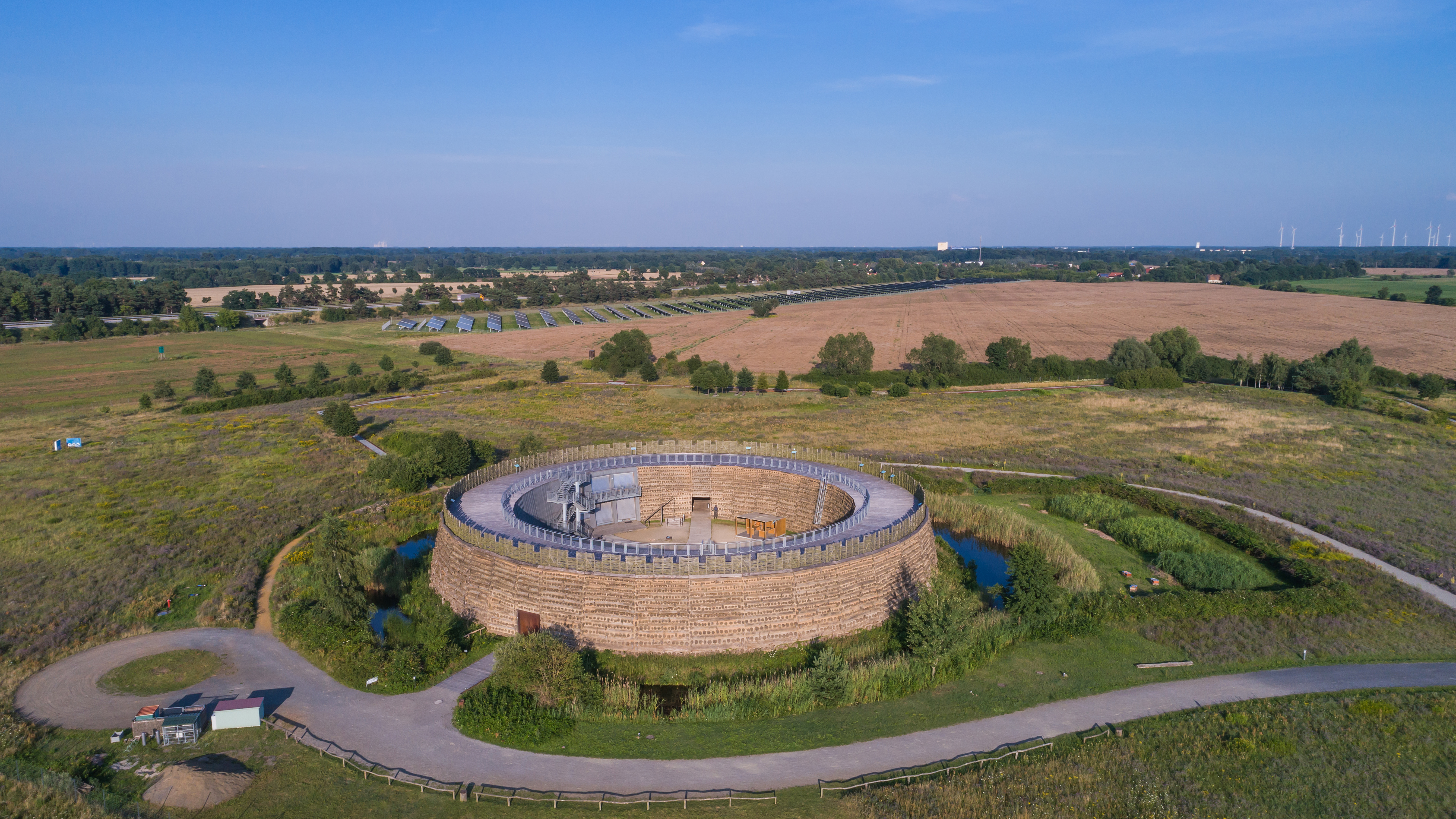
Rekonstruierte slawische Fliehburg Raddusch (Niederlausitz)

Die slawischen Burgwälle sind im Zusammenhang mit dem zeitgleichen Burgenbau in den deutschen Nachbargebieten zu sehen, als Verteidigungsmaßnahmen gegen die hochmittelalterliche Ostsiedlung. Sie kommen nur dort vor, wo selbstständige slawische Gesellschaften bestanden, fehlen also trotz slawischer Besiedlung in Thüringen, im Main-Regnitz-Gebiet (Bavaria Slavica) und in Niederösterreich, denn hier siedelten die Slawen innerhalb des Ostfrankenreichs.
Auch später im Mittelalter wurden Fliehburgen durch Bauern erbaut. Diese Bauernburgen dienten der Landbevölkerung als Schutz vor marodierenden Kriegshorden. Die Befestigungsanlagen hatten meistens nicht viel gemein mit den vom Adel erbauten, ständig bewohnten Burgen, sondern bestanden oft nur aus Erdbefestigungen und Holzpalisaden auf gut zu verteidigenden Höhenlagen.
Auch die mittelalterlichen Wehrkirchen und Kirchenburgen dienten als Fliehburgen. Sie wurden primär als Dorfkirche genutzt, waren durch Befestigung jedoch auch als temporärer Zufluchtsort für die Dorfbewohner geeignet. Die Mauer des Kirchhofs, der in seiner eigentlichen Funktion als Friedhof diente, wurde bei Kirchenburgen zu einer verteidigungsfähigen Wehrmauer ausgebaut, und auch der Kirchturm konnte Wehrfunktion übernehmen.

## Gestalt der Anlagen
Fliehburgen bestanden meist aus Erdwerken und Ringwällen (Wallburgen), waren bisweilen als Viereckschanzen angelegt und verfügten oft über Palisaden. In der Regel besitzen Fliehburgen keine Türme, teilweise kommen jedoch Torturm-ähnliche Überbauten (siehe Bennigser Burg) vor. Fliehburgen dieser Art gehörten zu unbefestigten bäuerlichen Siedlungen und boten im Falle eines feindlichen Angriffs der Bevölkerung einer Region Schutz, während die Siedlungen meist der Plünderung und Zerstörung durch die Angreifer anheimfielen. Für den Fall einer Belagerung konnten die weitläufigen Fliehburgen auch mit Vorräten ausgestattet werden. Da Fliehburgen überwiegend keine Dauersiedlungen waren, werden bei archäologischen Ausgrabungen oft nur wenige Hinterlassenschaften gefunden.

## Fliehburgen in Deutschland (mit Zeitangabe)

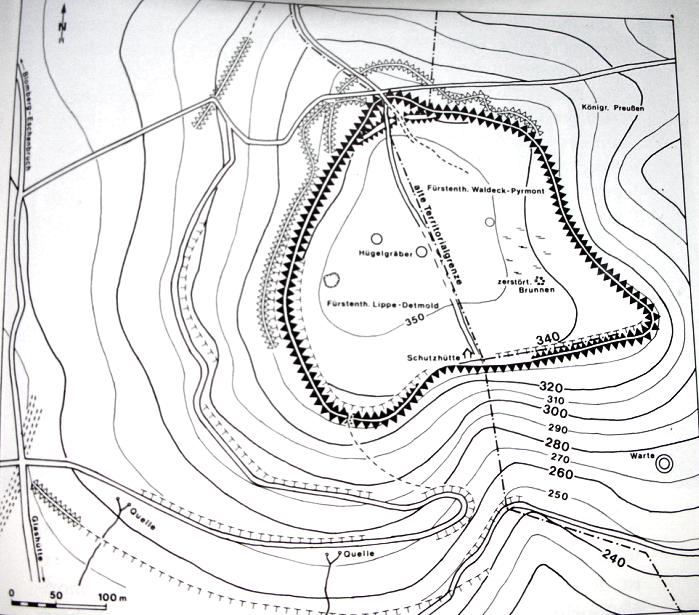
Grundriss der Herlingsburg

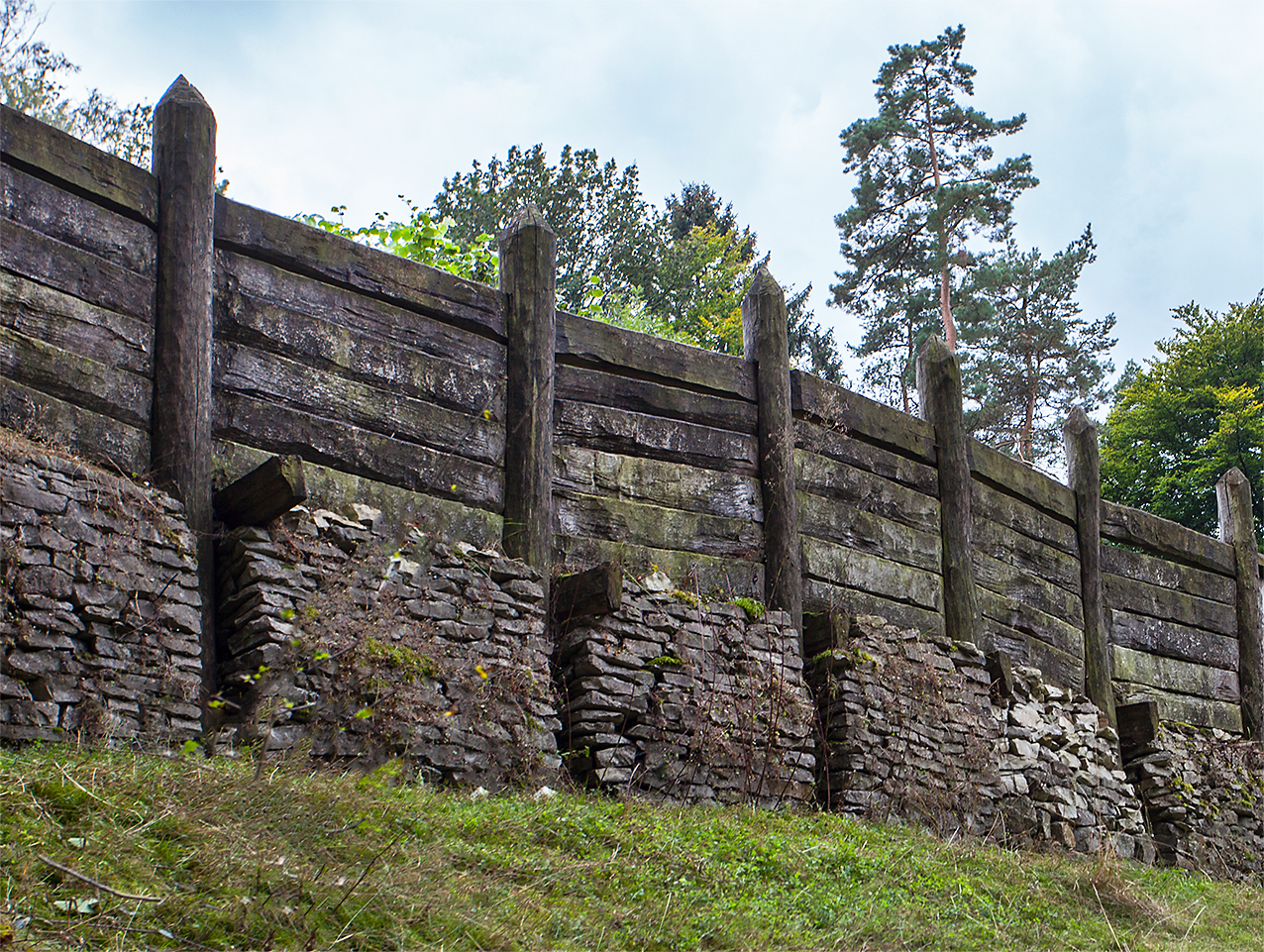
Rekonstruktion der eisenzeitlichen Wallburg (4. Jahrhundert v. Chr.) auf dem Tönsberg im Archäologischen Freilichtmuseum Oerlinghausen

- Allersburg bei Loiperstätt, zwischen Dorfen und Velden (Vils)
- Amelungsburg (Weserbergland), aus der vorrömischen Eisenzeit um 400 v. Chr.
- Babilonie (Wiehengebirge), vorrömische Eisenzeit
- Barenburg bei Eldagsen, wohl vorrömische Eisenzeit
- Borlinghausen
- Büraburg (Hessen), fränkische Großburg um 680 n. Chr. auf älterem Siedlungsplatz
- Bumannsburg in Bergkamen, um 800 n. Chr. (Sachsenkriege Karls des Großen)
- Döben bei Leipzig, der Zetten, slawischer Viereckwall auf bronzezeitlichem Kultplatz
- Ringwallanlage Dünsberg (Hessen), eisenzeitliches Oppidum, besiedelt ab dem 8. Jahrhundert v. Chr., innerer Wall 3. Jahrhundert v. Chr., äußerer Wall um 120 v. Chr.
- Eresburg, Sauerland, (alt)sächsische Volksburg (7./8. Jahrhundert n. Chr.) auf älterem Siedlungsplatz (seit 400 v. Chr.)
- Eringaburg bei Holzminden, wohl frühe Eisenzeit, auch im 11.–12. Jahrhundert genutzt
- Eirings- oder Iringsburg südlich von Bad Kissingen, 7. Jahrhundert n. Chr.
- Falkenburg, Thüringen, undatiert
- Fliehburg bei Merheim in Köln-Merheim
- Grotenburg (am Hermannsdenkmal im Teutoburger Wald), späte vorrömische Eisenzeit
- Heidenburg bei Gimmeldingen, Rheinland-Pfalz, 9./10. Jahrhundert n. Chr. (Normannen-Einfälle)
- Heidenlöcher bei Deidesheim, Rheinland-Pfalz, 9./10. Jahrhundert n. Chr.
- Heidenschanze bei Sievern, Landkreis Cuxhaven, von 50 v. Chr. bis ins späte 1. Jahrhundert n. Chr. genutzt (Auseinandersetzungen zwischen Römern, Friesen, Markomannen, Cheruskern und Sachsen)
- Heidenschuh bei Klingenmünster, Rheinland-Pfalz, 9./10. Jahrhundert n. Chr. (Normannen-Einfälle)
- Herlingsburg bei Schieder-Schwalenberg, auf befestigtem Siedlungsplatz der älteren Latènezeit ein sächsischer Wall des 8. Jahrhunderts n. Chr. mit äußerer und innerer doppelter Holzschalenwand (bis Anfang des 10. Jahrhunderts benutzt)
- Hohensyburg bei Dortmund, sächsischer Ringwall um 700 n. Chr.
- Hünenburg bei Bielefeld, vorrömische Eisenzeit ab 200 v. Chr.
- Hünenburg (Ohle), Sauerland, Zeitpunkt ungeklärt, vermutlich sächsisch, 8. Jahrhundert n. Chr., möglicherweise auf latènezeitlichem Flucht- oder Siedlungsplatz
- Isenburg bei Hannover, 10. bis 11. Jahrhundert n. Chr. (Ungarnwall)
- Jansburg bei Coesfeld im Münsterland, um 100 n. Chr.
- Katzenberg, spätrömische Höhenbefestigung bei Mayen, um 300 n. Chr. (Limesfall)
- Kukesburg bei Hannover, erste Anlage 3. Jahrhundert v. Chr., später sächsischer Ringwall 8. bis 12. Jahrhundert n. Chr.
- Mellingburg bei Hamburg, 8./9. Jahrhundert n. Chr. (Normannen-Einfälle)
- Ringwall Mettermich in Mettermich (Rhön), Funde aus der Latènezeit, möglicherweise auch keltische Kultanlage und Fliehburg
- Monraburg, Thüringen, spätbronzezeitliche Wallburg, wohl zur Merowingerzeit von den Franken erneut befestigt
- Plößnitz, Sachsen-Anhalt, Doppelgrabenwerk der vorrömischen Eisenzeit

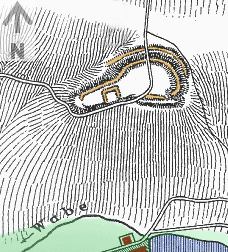
Reitlingsbefestigungen (Krimmelburg)

- Reitlingsbefestigungen (Krimmelburg)Reitlingsbefestigungen im Elm bei Braunschweig (Krimmelburg, Brunkelburg, Wendehai-Wälle), Siedlungsplatz der Latènezeit (5. Jahrhundert v. Chr.), Wall-Graben-Anlagen der vorrömischen Eisenzeit, dritte Bauphase im frühen Mittelalter (7. und 8. Jahrhundert n. Chr.), sowie Wachstation des Deutschen Ritterordens um 1300
- Ringgenburg (Schmalegg) bei Ravensburg, Hallstattzeit
- Ringwall der Marienburg bei Nordstemmen, Siedlungsplatz der Bronzezeit, Alter des Walls ungeklärt (wohl ab dem 8. Jahrhundert)
- Ringwall Venne im Kottenforst bei Bonn, 10.–12. Jahrhundert
- Robischwall, Dohna (Sachsen), bronzezeitlicher Siedlungsplatz (2000–800 v. Chr.) mit sorbischem Wall des 10. bis 12. Jahrhunderts
- Burg Schlosseck bei Bad Dürkheim, Rheinland-Pfalz, 9./10. Jahrhundert n. Chr. (Normannen-Einfälle)
- Tönsberg (Teutoburger Wald), Wallburg aus der Latènezeit (4. Jahrhundert v. Chr.), im Frühmittelalter als Sachsenlager genutzt
- Burg Vogtsberg bei Würzburg
- Waldschlössel bei Klingenmünster, Rheinland-Pfalz, zwischen 880 und 920 (Normannen-Einfälle), sowie Turmhügelburg um 1030
- Wartberg bei Heilbronn, bronzezeitlicher Ringwall und Graben
- Wittekindsburg bei Porta Westfalica, vorrömische Eisenzeit mit Ausbau in sächsisch-fränkischer Zeit

## Fliehburgen in Österreich
- Fliehburg bei Duel/Paternion (Kärnten): Bei der Fliehburg auf einem Hügel handelt es sich um 400 n. Chr. erbautes spätantikes Kastell, das die Aufgabe der Sicherung des Straßenüberganges in das Gailtal besaß, also primär nicht als Fliehburg angelegt worden war. Bei Ausgrabungen wurde neben den Befestigungsanlagen eine frühchristliche Kirche im Inneren des Kastells freigelegt.
- Burg Kreuzen/Bad Kreuzen (Oberösterreich), der Überlieferung nach als Fliehburg um 900 angelegt.